# Hinrich Gerhard Kückens
Hinrich Gerhard Kückens (* 17. Mai 1853 in Motzen (Berne); † 20. April 1944 in Oldenburg) war ein deutscher Politiker.

## Leben
Als Sohn des Motzener Gemeindevorstehers geboren, studierte Kückens nach dem Besuch des Gymnasiums in Lingen Rechtswissenschaften in Jena und Göttingen. Während seines Studiums wurde er 1875 Mitglied der Burschenschaft Arminia auf dem Burgkeller. Nach seinen Examen ging er als Amtsassessor in Cloppenburg in den oldenburgischen Staatsdienst. Er wurde dann Hilfsbeamter in den Ämtern Westerstede und Vechta. 1890 wurde er Amtshauptmann im Amt Wildeshausen und 1894 Regierungsrat. Er war als ordentliches Mitglied der Regierung des Fürstentums Birkenfeld tätig und von 1890 bis 1896 Abgeordneter im Oldenburgischen Landtag. Später war er Amtshauptmann im Amtsbezirk Vechta. 1910 wurde er Geheimer Regierungsrat und im Jahr darauf mit dem Ritterkreuz I. Klasse des Oldenburgischen Haus- und Verdienstordens des Herzogs Peter Friedrich Ludwig ausgezeichnet. Kückens trat 1923 in den Ruhestand.